# Romandia

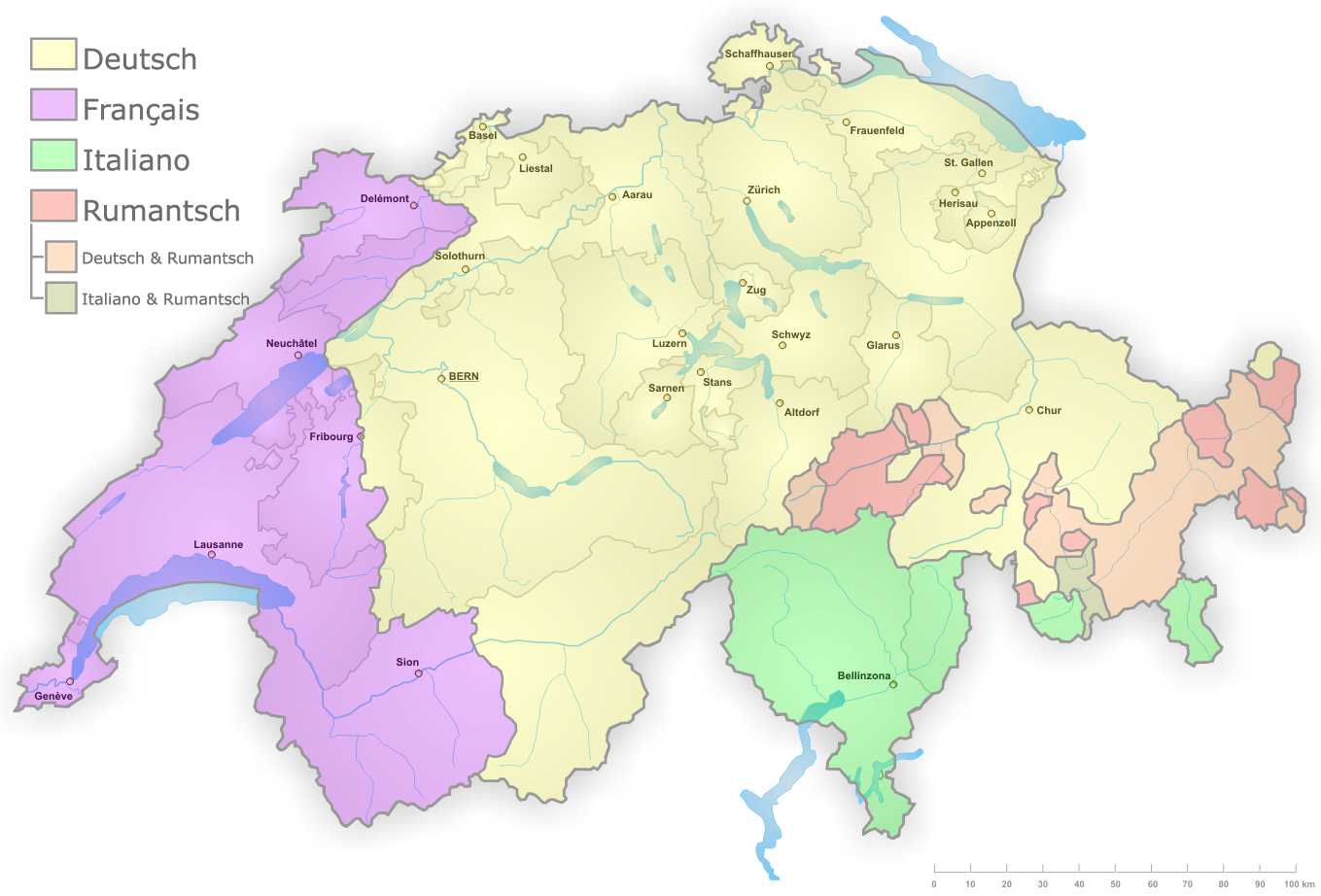
Distribució llingüística de Suïssa
-----
Francès de Suïssa (Romandia)
Alemany suís
Italià
Romanx

Romandia o la Suïssa romanda, també anomenada la Suïssa romana o la Suïssa francesa (en francès: la Suisse romande o la Romandie, en francoprovençal: la Romandie, en alemany: Welschschweiz, en romanx la Svizra romanda o Svizra franzosa, en italià Svizzera Romande o Romandia) és la part de Suïssa on es parla tradicionalment francoprovençal i francès i aquesta darrera és la llengua oficial. Comprèn els cantons de Ginebra, Vaud, Neuchâtel i Jura, així com les zones francòfones dels cantons de Berna, Valais i Friburg. Al voltant d'1,5 milions de persones (el 20 % de la població suïssa) viu a Romandia.
El francès suís i el francès de França són la mateixa llengua amb algunes diferències. Per exemple, com en altres regions de parla francesa, els francòfons suïssos (i també els de Bèlgica) usen septante (setanta) en lloc de soixante-dix (literalment, "seixanta-deu") i nonante (noranta) en comptes de quatre-vingt-dix ("quatre-vint-deu"). En alguns llocs de Romandia, els parlants utilitzen octante o huitante (vuitanta) en comptes del seu homòleg en francès de França quatre-vingt ("quatre-vint").
L'idioma francoprovençal va ser predominant en la major part de les zones rurals d'aquesta regió fins a inicis del segle xx. L'idioma alemany de Suïssa ha retrocedit alguns quilòmetres cap a l'est davant el francès des de finals del segle xix; això es nota principalment al cantó de Valais/Wallis, i queden alguns petits enclavaments aïllats, principalment al cantó del Jura.
El terme Romandia no existeix formalment al sistema polític, però s'usa per a distingir i unificar la població francòfona de Suïssa. El canal de televisió Télévision Suisse Romande (TSR) està destinat precisament a aquesta població, i està sindicat a la TV5.